# Новосёловка (Царичанский район)
Новосёловка (укр. Новоселівка) — село,
Цибульковский сельский совет,
Царичанский район,
Днепропетровская область,
Украина.
Код КОАТУУ — 1225685006. Население по переписи 2001 года составляло 62 человека .

## Географическое положение
Село Новосёловка находится на расстоянии в 0,5 км от сёл Плавещина, Цибульковка и в 1-м км от села Зубковка.
Вокруг села несколько заболоченных озёр.